# Mia Blomgren
Anna Ulla Maria ”Mia” Blomgren, född 15 juli 1965 i Masthuggs församling i Göteborg, är en svensk radioreporter. Sedan 1993 arbetar hon med reportage i längre format, för program som Tendens och P1 Dokumentär, och hennes intervjustil har blivit uppmärksammad.

## Biografi
Mia Blomgren är delvis uppvuxen i Lidköping, en miljö som hon senare återkommit till i programserien Lischöping Stories. Hon studerade 1991–1993 på Dramatiska institutets radiolinje (idag Stockholms konstnärliga högskola) och började därefter på Sveriges Radio. Blomgren har arbetat med det långa reportaget, främst på programmen Tendens (som startade just 1993), P1 Dokumentär och det egna programmet Mia Blomgren.
Blomgren har blivit uppmärksammad för sin intervjustil, där hon frågar människor och lyfter fram intressanta människoöden ur vardagen. Detta görs ofta förutsättningslöst men utifrån ett fast grundtema.
Sedan 2020 har hon ett eget program under samlingsrubriken "Mia Blomgren". Detta kan jämföras med Katarina Hahr tematiskt och personligt hållna programserie Katarina Hahr möter (där intervjuas dock välkända personer, till skillnad från i Mia Blomgrens program).
Bland Mia Blomgrens omskrivna dokumentärserier finns Dom kallar oss white trash, Akademikerjävlar och Vanligt folk – alla tre delar av det större dokumentärprojektet Klasskampen. Ett annat pågående projekt är Könstrubbel. Genom att Blomgren ofta återkommer till samma ämnesområde med ett eller flera års mellanrum har reportagen betraktats som tidsdokument.
Hennes dokumentära intervjustil har jämförts med Lennart Hylands reportage bland uteliggare och gatsopare i 1950-talets Stockholm. Själv försöker hon undvika svart-vita frågeställningar och svar om samhället och livet, och menar att det i "den gråa zonen" finns en bättre chans att kunna tyda samtiden så att människor känner igen sig. Personligen är hon ateist.

## Utmärkelser
Mia Blomgren har flera gånger varit nominerad till Stora radiopriset och Ikarospriset. 2003 belönades hon med Stora radiopriset, för Tendens-avsnittet ”Mr Riviera och hans fru”. 2012 belönades hon med Tempo Radio Award för programmet "Madonnan och skökan", där ett kontroversiellt ämne (prostitution) sades behandlas på ett allt annat än endimensionellt sätt. 2016 belönades hon med Seko sjöfolks kulturpris för Tendens-serien Svenska sjömän.

## Radioprogram (fram till 2020)
I nedanstående listningar presenteras titlar på programserier kursiverat och enstaka program "mellan citattecken".
- "Förolämpningarnas mästare" (1993)
- "34 rum & kök – greve Bonde" (1993)
- "Raymonds porrbiografi" (1993)
- "Hotell Gustav Vasa" (1993)
- "Flickan på Sigtuna internatskola" (1994)
- "Hemlösa Johan från Gotland" (1994)
- "Marianne och Svartenbrandt" (1994)
- "Medelåldersmannen" (1995)
- "Skogsnäskollektivet" (1995)
- "Civil olydnad i den svenska historien" (1996)
- "Karl Grunewald – ett porträtt" (1996)
- "Vad kostar en människa?" (1996)
- "Inre röster" (1996)
- "Göran Perssons polare" (1997)
- "När jag var skinnskalle" (1997)
- "Gamla om ensamheten på hemmet" (1997)
- "Det kristna punkbandet Tekla Knös" (1997)
- "Omskärelse av pojkar" (1998)
- "Wilhelm Mobergs utvandrar-epos" (1998)
- "Brättegården – ett LVU-hem för flickor" (1998)
- "Barnäktenskap mitt ibland oss" (1999)
- "Sekten World Light Center" (1999)
- "Var det så bra? undrar Lena Andersson" (1999)
- "Ondskans ursprung" (2000)
- "Diplomaten Sverker Åström – ett porträtt" (2000)
- "Den rånade pojken Paul och polisen" (2000)
- "Min pappa sitter i fängelse" (2001)
- "Att mista ett barn" (2001)
- "Invandrarflickorna om barnaga i kulturen" (2001)
- "Tibro har världens största pizza" (2001)
- "Elfte september" (2001)
- "Mr Riviera och hans fru" (2002)
- "Tatuera mig" (2002)
- "Bonntöser på Tolsjöhemmet" (2002)
- "Barnens ö" (2002)
- "Kan man mäta ensamhet?" (2002)
- "Siljan Tour – en roadradio" (2002)
- "34 rum & kök – greve Bonde för andra gången" (2003)
- "Jag såg ett UFO" (2003)
- "Ciao spagetti, hej pannkaka – italienare i Sverige" (2003)
- "Porträtt-fotograferna" (2003)
- "En natt med nattpatrullen" (2003)
- "Blomgrens vardag" (2004)
- "Flickan som tyckte hon var ful" (2004)
- "Finns det plats för spralliga pojkar i skolan" (2004)
- "Basta Arbetskooperativ" (2004)
- "När sparrisen kom till Karlskrona" (2005)
- "Provokatörerna" (2005)
- "Lycka och olycka på Skrattets camping" (2005)
- "Christian – 5 år senare & tredje gången gillt" (2005)
- "Smaken är som baken den är delad" (2005)
- "Genom de röda lyktornas kvarter" (2005)
- "Huset som brann ner" (2005)
- "Lastbilschaffisar om böcker" (2006)
- "Olydiga döttrar om jämställdhet i förorten" (2006)
- "Bakom annonsen – vem är hon?" (2006)
- "Jag vill inte förtidspensioneras" (2006)
- "Det perfekta har ett namn" (2007)
- "Raggaren Rullkurt i Torsby" (2007)
- "Punken fyller 30 år" (2007)
- "En riktig man" (2007)
- "Att hyra en tomte. Som singel" (2007)
- "Välviljans apartheid" (2008)
- "34 rum & kök - Greve Bonde för tredje gången" (2008)
- "Flickan med hundhalsbandet" (2008)
- "Jakten på visdom" (2009)
- "Att mista ett barn – 9 år senare" (2010)
- "Familjen Madera – 14 år senare" (2010)
- "Hur många gånger har vi möts Ante" (2010)
- "Barnen om idealsamhället" (2010)
- "Madonnan och skökan" (2011)
- "Tomten har däckat" (2011)
- "En promenad på gott & ont" (2012)
- "Natten den 28:e februari – 28 år senare" (2014)
- "Nisses äventyr på land & till sjöss" (2015)
- "Att mista ett barn – 17 år senare" (2018)
- "34 rum & kök – greve Bonde 25 år senare" (2018)

• Program- och reportageserier

- Upplands Väsby (1998)
- Människans olika åldrar (2005)
- Välkommen till Jämmerdalen (2006)
- Politiskt (in)korrekt? (2007)
- Vad ska du blir när du blir stor (2008)
- Utvandrarna (2008)
- Sexuella övergrepp på barn på nätet (2008)
- Solidaritet idag (2008)
- När blir man vuxen? (2011)
- Viktiga ord (2011)
- Rapport från ett kungadöme (2011)
- Vem älskar en feminist? (2011)
- Klasskampen
  - Dom kallar oss white trash (2012)
  - Akademikerjävlar (2017)
  - Akademikerjävlar - uppföljningen (2018)
  - Vanligt folk (2021)
- Jag retar mig på dig (2013)
- Könstrubbel[16][17]
  - Hatar män kvinnor? (2014)
  - Män om patriarkatet (2014)
  - Duktiga pojkar & misslyckade män (2016)
  - Det är biologin som spökar (2017)
- Tendens – Svenska sjömän (2015)
- Meningen med livet (2015)
- Livet är inte rättvist (2017)
- Min spegel:
  - De unga & gamla (2017)
  - De ensamma (2017)
  - "De ensamma – ett år senare" (2018)
  - De mobbade (2018)
- Lischöping Stories (2019)
- Det blir aldrig som man tänkt sig (2020)